# بن قاسكوين
سِدني تشارلز بارثُلِميو بِنْ قاسْكُوين (11 نوفمبر 1915م - 25 مارس 2010م) (بالإنجليزية: Ben Gascoigne) عالم فلكي أسترالي ووٌلد بمدينة نابيير في نيوزلندا ، لعبت خبرته في مجال القياس الضوئي الفلكي دورا كبيرا في تصميم أكبر مرقاب بصري في أستراليا و أحد أهم المرافق الفلكية في العالم وهو مرقاب أنجلو-أسترالي.
فاز بمنحة دراسية للدراسة في جامعة أوكلاند بنيوزلندا وأنهى فيها دراسة البكالوريوس والماجستير في الرياضيات والفيزياء عام 1937م  ، ثم حصل على منحة دراسية بجامعة بريستول ببريطانيا، فدرس هناك وحصل على الدكتورة في الفيزياء عام 1941م، ثم ركب السفينة إلى أستراليا عندما بدأت الحرب العالمية الثانية  ليعمل في مرصد الكومنولث الشمسي على جبل سترُملو في كانبرا ، وأصبح ماهرًا في تصميم وصناعة الأجهزة البصرية مثل أجزاء المرقاب.